# Sarrancolin
Sarrancolin is een gemeente in het Franse departement Hautes-Pyrénées (regio Occitanie). De plaats maakt deel uit van het arrondissement Bagnères-de-Bigorre. Sarrancolin telde op 1 januari 2022 550 inwoners.

## Geografie
De oppervlakte van Sarrancolin bedroeg op 1 januari 2022 32,1 vierkante kilometer; de bevolkingsdichtheid was toen 17,1 inwoners per km².

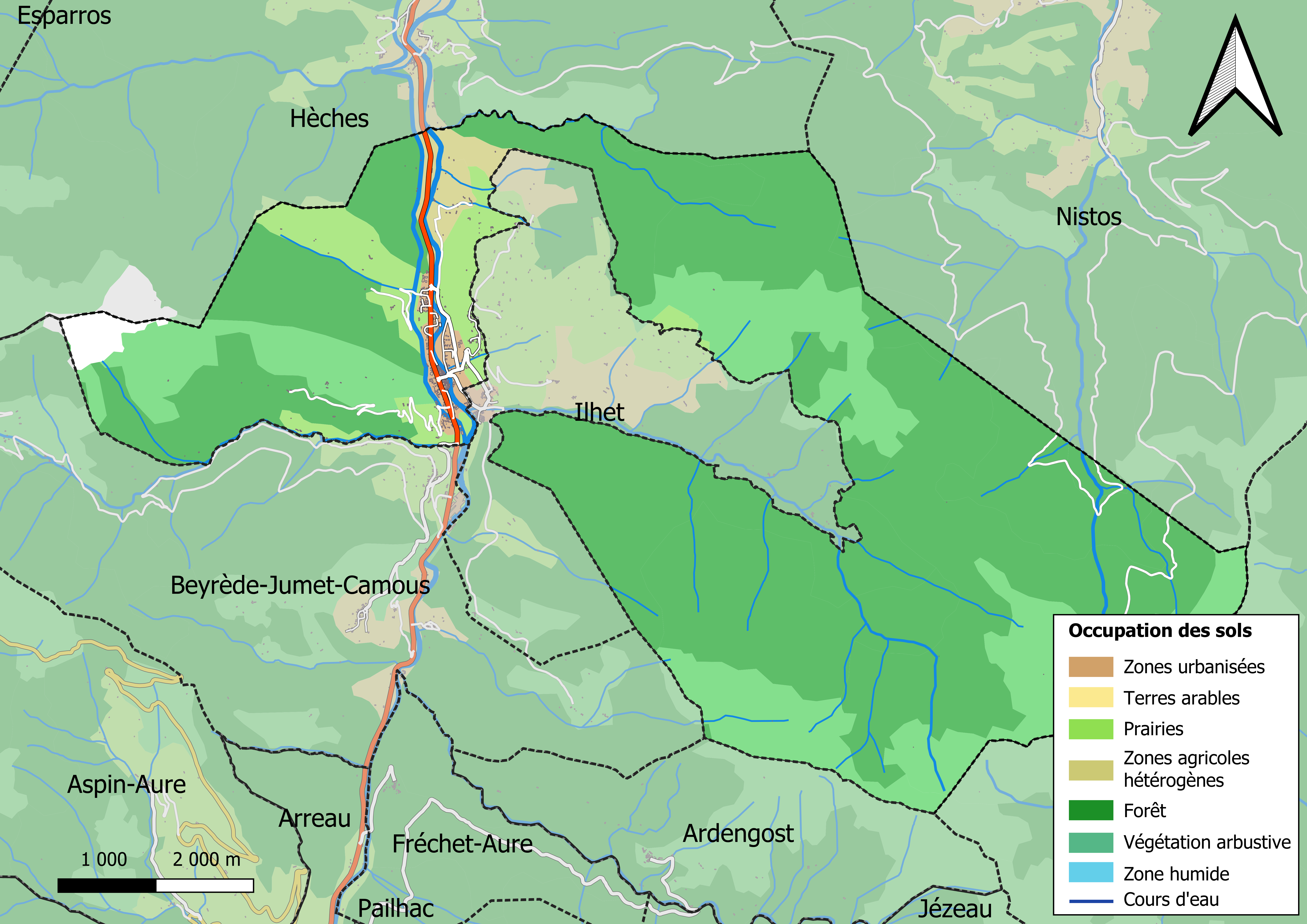
Kaart van de gemeente met belangrijkste infrastructuur, bodemgebruik en omliggende gemeenten

## Demografie
Onderstaande figuur toont het verloop van het inwonertal (bron: INSEE-tellingen).